# Vyngapur
Il Vyngapur (in russo Вынгапур?) è un fiume della Russia siberiana occidentale, affluente di destra del Pjakupur (bacino idrografico del Pur). Scorre nel Purovskij rajon del Circondario autonomo Jamalo-Nenec.
Nasce dal versante settentrionale dei rilievi collinari degli Uvali siberiani, 60 km a est della città di Nojabr'sk; scorre successivamente con direzione mediamente settentrionale in un bassopiano ricco di laghi, ricevendo gli affluenti Apakapur e Vėngajacha.
Il Vyngapur è gelato, mediamente, fra la fine di ottobre e la fine di maggio; il periodo di piena annuale si prolunga per un paio di mesi, all'incirca fra la metà di maggio e la metà di luglio, mentre i valori minimi di portata si registrano a fine inverno.